# 라이브 어스

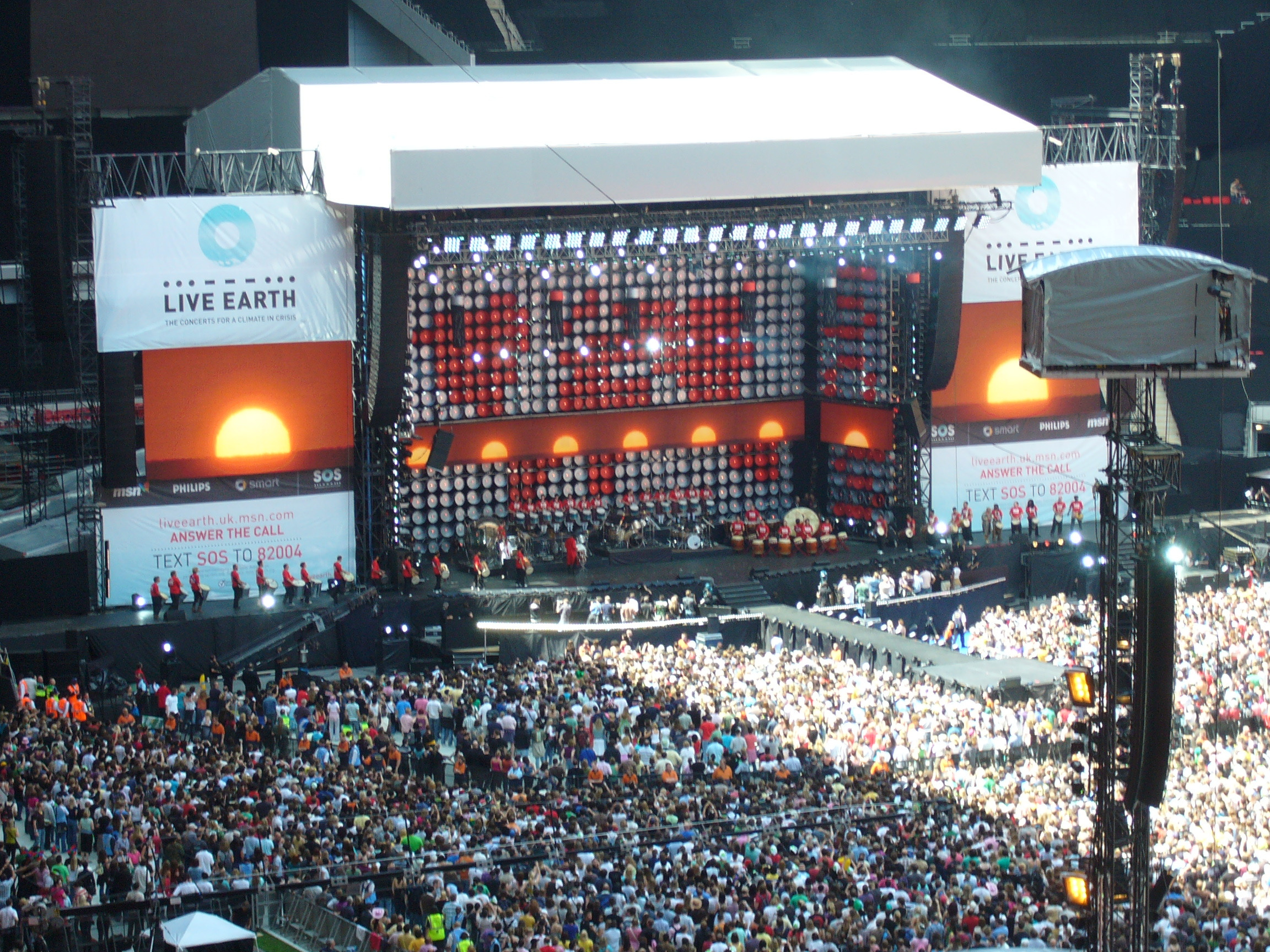
웸블리 경기장의 콘서트의 모습

라이브 어스(Live Earth)는 2007년 7월 7일에 개최되었던 대규모 록 공연이다. 이 공연은 지구 온난화 문제를 해결하기 위해 기획되었다.

## 개최지
- 시드니 풋볼 스타디움 (오스트레일리아, 시드니)
- 마쿠하리 멧세 (일본, 지바시)
- 동사 (교토시)
- 동방명주탑 (중화인민공화국, 상하이)
- HSH 노드뱅크 아레나 (독일)
- 코카콜라 돔 (남아프리카공화국, 요하네스버그)
- 웸블리 경기장 (잉글랜드, 런던)
- 자이언츠 경기장 (미국, 뉴저지주)
- 코파카바나 (브라질, 리우데자네이루)

## 주요 캐스트
- 마돈나
- 더 폴리스
- 린킨 파크
- 본 조비
- 레드 핫 칠리 페퍼스
- 아야카
- 오쓰카 아이
- 코다 쿠미
- 여자 12악방
- 캣 스티븐스
- 레니 크라비츠
- 푸시캣 돌스

## 같이 보기
- 불편한 진실
- 라이브 에이드
- 라이브 8